# Penelope Heyns
Penelope "Penny" Heyns, född 8 november 1974 i Springs, är en sydafrikansk före detta simmare.
Heyns blev olympisk guldmedaljör på 100 meter bröstsim vid sommarspelen 1996 i Atlanta.